# Liste der Rittersteine
Die Liste der Rittersteine enthält alle bekannten Rittersteine des Pfälzerwald-Vereins e. V. (PWV) im Pfälzerwald (Rheinland-Pfalz).
Der bekannte Pfalzforscher Professor Dr. Daniel Häberle regte so um das Jahr 1910 herum an, Punkte von besonderer Bedeutung im Pfälzerwald durch Steine zu kennzeichnen, um damit sie für fernere Zeiten wach zu halten und auch gute Orientierungspunkte zu schaffen. Seine Anregung wurde allenthalben freudig begrüßt, besonders auch von dem damaligen Vorsitzenden des Pfälzerwald-Vereins, Regierungsdirektor Karl Albrecht von Ritter (1836–1917), der auch als Leiter der obersten Forstbehörde der Pfalz weitgehende Unterstützung dieser Stelle für die Verwirklichung des Planes zusicherte.
Hierzu wurden teilweise Steinblöcke aufgestellt, teilweise ebenso vor Ort bereits vorhandene Felsen oder Mauern genutzt. Neben dem eingemeißelten Text findet sich – mit Ausnahmen – an jedem Ritterstein das Kürzel PWV für den Pfälzerwald-Verein.
1912 beschloss die Mitgliederversammlung des PWV, die Steinmarken nach Karl Albrecht von Ritter Rittersteine zu nennen.

## Vorhandene Rittersteine
Die in der Liste ausgewiesene Bedeutung ist der Literatur entnommen:
- Forst/Jagd – Forst- und Jagdhäuser oder für Forst und Jagd bedeutende Orte
- Hist. – Historisch oder durch Legenden bedeutsame Orte
- Ind. – Industrieanlagen, Erzabbau
- Orient. – Orientierungspunkte für Wanderer
- Pers. – Ehrung von Persönlichkeiten
- Siedl. – Historische Siedlungen und Höfe
- Viehw. – Viehwirtschaft, Wolfbekämpfung
- Waldw. – Waldwirtschaft, Holzwirtschaft, Trift

| Nummer | Name | Bedeutung                          | Lage, Beschreibung | Foto                     |
| ------ | --- | ---------------------------------- | --- | ------------------------ |
| 001    | Trift-Holzhof 1864 - 1879                                                                                                  | Waldw.                             | ⊙ Oberer Mundatwald, südlich der Straße Bobenthal–St. Germanshof. An der Siebenteilbrücke. Ehemaliger Holzlagerplatz für die Flößerei. |                          |
| 002    | Schanze 1704 | Hist.                              | ⊙ Auf dem Probstberg. Schanze aus dem Spanischen Erbfolgekrieg (1701–1714). |                          |
| 003    | Löffels-Kreuz | Hist.                              | ⊙ Nördlich der Straße Bobenthal–St. Germanshof. Erinnert an Ermordung des Herrn von Gundelfingen aus der Abtei Weißenburg. |                          |
| 004    | Eselsschleif | Waldw.                             | ⊙ Nördlich der Straße Bobenthal–St. Germanshof. Rutsche, wo das Triftholz von Eseln in das Wieslautertal geschleift wurde. Falschschreibung "ESELS SCHEIF" auf dem Stein. |                          |
| 005    | Eselsschleifhäuschen | Waldw.                             | ⊙ Mit Hilfe von Eseln wurde Triftholz bergab zur Wieslauter geschleift. Schutzhütte am oberen Ende von der Eselsschleif. |                          |
| 006    | Schanze 1704 | Hist.                              | ⊙. Auf dem Pitzberg, Schanze aus dem Spanischen Erbfolgekrieg (1701–1714). |                          |
| 007    | Wegscheid | Orient.                            | ⊙ Am Weg von Schweigen zur Ruine Guttenberg. Treffpunkt von fünf Wegen aus Richtung Schweigen, Weiler, Langental, St. Germanshof und der Ruine Guttenberg. |                          |
| 008    | Mundathütte | Siedl.                             | ⊙. Nördlich des oberen Kirchbergs im Mundatwald. Ehemaliges Teilgebiet des Waldes, der dem Kloster Weißenburg vom Merowingerkönig Dagobert geschenkt wurde. Bestätigung durch Pippin. |                          |
| 009    | Glückauf L. v. G. 1838 | Ind.                               | ⊙ Am Mundloch des ehemaligen Erzbergwerks St.-Anna-Stollen bei Nothweiler, das von Ludwig von Gienanth betrieben wurde. |                          |
| 010    | Glückauf L. v. G. 1838 | Ind.                               | ⊙ Stein in der Nähe zum unteren Eingang des Bergwerks. |                          |
| 011    | R. Buchbacherhof | Siedl.                             | ⊙. Im Buchbachtal, südlich vom Zimmerhörnel, im Mundatwald. Reste des 1846 abgerissenen Hofs. |                          |
| 012    | Schanze 1704 | Hist.                              | ⊙ Der Pfeil zeigt in Richtung der ehemaligen Schanze, am Westhang des Querenbergs, Schanze aus dem Spanischen Erbfolgekrieg (1701-1714) |                          |
| 013    | Hirschtränke | Orient.                            | ⊙. 150 m südlich vom Derstenhäuschen, große Sandsteinplatte mit einer Vertiefung in der sich Regenwasser sammelt. |                          |
| 014    | Drei Buchen | Orient.                            | ⊙. Im Sattel zwischen Schloßberg und Querenberg, an der Grenze zum Mundatwald. Standort von drei mächtigen Buchen. |                          |
| 015    | R. Schloßhütte | Siedl.                             | ⊙. 150 m nördlich der Ruine Guttenberg, im Sattel zwischen Kanzelberg und Schlossberg, an der Grenze zum Mundatwald, Standort einer ehemaligen Schutzhütte, in der Nähe der Schlossbrunnen. |                          |
| 016    | Krönungsbusch | Pers.                              | ⊙. Südöstlich des Stäffelsbergturmes bei Dörrenbach. Hier fanden Freudenkundgebungen statt anlässlich der Krönung von Napoleon II. zum König von Rom, Sohn von Napoleon I. |                          |
| 017    | Fundstelle Biberkopf 1902                                                                                                  | Viehw.                             | ⊙. 800 m nördlich der Einmündung des Portzbachtals auf die Straße nach Bobenthal. Hier wurde in einer Felsspalte beim Straßenbau ein vermuteter Biberkopf gefunden. |                          |
| 018    | Hühnerfels | Orient.                            | ⊙. Am Westhang der Hohen Derst, vermutlich ein Balzplatz von Auerhähnen |                          |
| 019    | Pfälzer Unger | Viehw.                             | ⊙. Neben einer Schutzhütte an der Straße von Reisdorf in das Portzbachtal, Rastplatz der Schweine in der Zeit der Waldweide. Ungern ist ein altes Wort für rasten. |                          |
| 020    | Tisch | Orient.                            | ⊙. Tischfelsen auf dem Kamm der Hohen Derst |                          |
| 021    | Drei Eichen | Orient.                            | ⊙. Nordöstlich der Hohen Derst, zwischen Farrenberg und Schulzenberg. Standort von drei alten Eichen, die im Zweiten Weltkrieg zerschossen wurden. Heute stehen dort drei junge Eichen. |                          |
| 022    | Glückauf L. v. G. 1835 | Ind.                               | ⊙. In der Gartenmauer des Forsthauses Erzgrube. Eingang zum Stollen den Ludwig von Gienanth 1835 auffahren ließ. |                          |
| 023    | Am Bild | Orient.                            | ⊙. In der Kurve der Straße von Drei Eichen zur Hohen Derst: ehemaliger Standort einer Bildstocksäule |                          |
| 024    | Am Bild | Orient.                            | ⊙. Im Sattel zwischen dem Stäffelsberg und dem Kohlbrunnberg, Hinweisstein auf die wenige Schritte westlich stehende Bildstocksäule. |                          |
| 025    | Bild 1756 | Orient.                            | ⊙. Die alte Bildstocksäule auf die Nr. 24 hinweist. | Ritterstein 25 Bild 1756 |
| 026    | An der Bildeiche | Orient.                            | ⊙. An der Straße von Birkenhördt nach Lindelbrunn. Alte Bildstocksäule. |                          |
| 027    | Signal | Orient.                            | ⊙. Auf der Hohen Derst, am Ende der Fahrstraße, Standort eines optischen Telegrafen in der napoleonischen Zeit. |                          |
| 028    | Ehem. Eisenerzgruben | Ind.                               | ⊙. Am Waldweg gegenüber der Straße von Böllenborn nach Bad Bergzabern. Am Taleingang zum Eißerstal. |                          |
| 029    | Ehem. Bleierzgrube | Ind.                               | ⊙. Im Portzbachtal am Südende des Seehofweihers. Standort einer ehemaligen Bleierzgrube. |                          |
| 030    | Ehem. Eisenerzgruben | Ind.                               | ⊙. An der Ostspitze des Petronells bei Bad Bergzabern. |                          |
| 031    | Neues Landlöchel | Orient.                            | ⊙. In der Felswand im Scheitelpunkt der Straße von Birkenhördt nach Lauterschwan. Landlöchel ist ein volkstümlicher Ausdruck für den Straßendurchbruch. |                          |
| 032    | Altes Landlöchel | Orient.                            | ⊙. In der Felswand im Scheitelpunkt der Straße von Birkenhördt nach Vorderweidenthal, sonst wie 31. |                          |
| 033    | Oberrot | Waldw.                             | ⊙. Am Weg zwischen dem Querenberg und dem Spitzenberg. Der Name kommt vom Roden. |                          |
| 034    | Silzer Linde | Orient.                            | ⊙ Bezeichnung des Lindenbaums (Volksmund). Am Höhenweg im Abtswald zwischen Silz und Birkenhördt. Standort einer alten Linde. |                          |
| 035    | Am Holderbild | Orient.                            | ⊙. Am Waldweg zwischen Spitzenberg und Abtskopf. Standort eines Bildstocks an einem Holunderbaum. |                          |
| 036    | Klosterbrunnen | Orient.                            | ⊙. In einem Seitental der Straße von Salzwoog nach Langmühle. Das Gebiet mit der Quelle gehörte dem Kloster Hornbach. |                          |
| 037    | R. Kaleseyerhof 1855 | Siedl.                             | ⊙. Ehem. Waldbauernhof in einem Seitental des Stüdenbachtals bei Eppenbrunn. Nach dem Besitzer benannter Hof, der 1867 niedergelegt wurde. |                          |
| 038    | Vogelshütte | Siedl.                             | ⊙. Ehem. Waldbauernhof an der Waldstraße im Zieglertal bei Hinterweidenthal. Nach dem Besitzer namens Vogel benannter Hof, der 1855 niedergelegt wurde. |                          |
| 039    | Kunzelmannsgut | Siedl.                             | ⊙. Ehemaliges herrschaftliches Gut an der Waldstraße im Zieglertal bei Hinterweidenthal, erstmals 1613 erwähnt. |                          |
| 040    | Granitzenhütte | Siedl.                             | ⊙. Im Horbachtal zwischen Großer Boll und Großem Horberg. Spärliche Reste eines Gehöfts, von Peter Granitz gegründet, 1845 niedergelegt. |                          |
| 041    | Prinzenweg | Pers.                              | ⊙. An der Straße von Eschbach zur Madenburg. Die Straße wurde 1889 zu Ehren von Prinzregent Luitpold angelegt. |                          |
| 042    | Cramer-Pfad | Pers.                              | ⊙. Am Wanderpfad vom Trifels zur Madenburg, der vom Forstbeamten Heinrich Cramer erbaut wurde. Der Pfad wurde zu seinen Ehren benannt. |                          |
| 043    | Cramer-Pfad | Pers.                              | ⊙. Am Wanderpfad vom Trifels zur Madenburg, der vom Forstbeamten Heinrich Cramer erbaut wurde. Der Pfad wurde zu seinen Ehren benannt. |                          |
| 044    | Am Tisch – Alte Geraide-Gerichtsstätte                                                                                     | Waldw., Forst/Jagd                 | ⊙. Im Sattel zwischen Wetterberg und Schletterberg. Gerichtsplatz über Angelegenheiten des sogenannten „Geraidewaldes“. Die Entscheidungen des Gerichts waren zwingend ohne Berufungsmöglichkeit. Es gab insgesamt 19 Geraiden, Landstücke, die jeweils mehreren Gemeinden gehörten. |                          |
| 045    | R. Neu-Falkenburg | Siedl.                             | ⊙ Unterhalb der Ruine Falkenburg in Wilgartswiesen. Unterhalb der 1689 zerstörten Burg ließ die Herrschaft Leiningen ein neues Schloss, Neu-Falkenburg, erbauen, das 1793 ebenfalls zerstört wurde. Der ursprüngliche Stein stand unweit der heutigen Stelle. Bis 2016/2017 stand der jetzige Stein auf der gegenüberliegenden Seite der Tiergartenstraße. Der alte Vorgängerstein (s. Bild bei "Verschollene Rittersteine") wurde entfernt und mit neuer Inschrift 828 Rathausplatz 2003 an der Grünanlage in der Ortsmitte aufgestellt. |                          |
| 046    | Tiergarten | Orient.                            | ⊙. Nordwestlich Wilgartswiesen im Tal zwischen der Ruine Falkenburg und dem Großen Breitenberg. Graf Hanns Heinrich von Leiningen ließ hier 1553 einen Tiergarten anlegen. |                          |
| 047    | Grimmeisenpfad | Pers.                              | ⊙. Nördlich Annweiler am Fuße des Großen Adelsberges, am Pfadeingang hinter der Jugendherberge des Pfälzer Turnerbundes (PTB). Zu Ehren von Albert Grimmeisen, Mitbegründer der Ortsgruppe Annweiler des Pfälzerwald-Vereins, der 1908 bei einer Klettertour am Wetterhorn in den Berner Alpen zusammen mit seinem Freund Heinrich Holder tödlich verunglückte. Siehe auch Ritterstein Nr. 228. |                          |
| 048    | Wolfsgrub 105 Schr. | Viehw.                             | ⊙ Nördlich Wilgartswiesen, im Sattel zwischen dem Großen Breitenberg und Göckelberg. Die Inschrift an einem Felsen weist auf die noch erkennbare am Weg oberhalb des Felsens gelegene Wolfsgrube hin, in der früher die Wölfe gefangen wurden. |                          |
| 049    | R. Wiligartaburg | Orient.                            | ⊙. 49 Am Waldrand nördlich der Straße von Rinnthal nach Wilgartswiesen; Hinweisstein auf die oberhalb auf einem Felsmassiv gelegene Burgruine, der Wilgartaburg bei Wilgartswiesen |                          |
| 050    | Wildsauhütte | Siedl.                             | ⊙. Am Wanderweg von Hinterweidenthal zum Hermersbergerhof, im Sattel zwischen der Großen Boll und dem Hanseneck. Standort einer ehemaligen Blockhütte für Forstleute und Waldarbeiter. |                          |
| 051    | Am Zwiesel | Orient.                            | ⊙ Zusammenfluss von Kaltenbach und Wellbach. Heute Wertholzlagerplatz der Stadt Annweiler. |                          |
| 052    | Eußertaler Klostergut | Siedl.                             | ⊙ Im Weiler Hermersbergerhof, der von 1165 bis 1467 Eigentum des Klosters Eußerthal war. |                          |
| 053    | Geschützt | Orient.                            | ⊙ Die Wacholderbäume existieren nicht mehr. Stein auf Privatgelände! |                          |
| 054    | Schäferei | Viehw.                             | ⊙. Östlich von Merzalben, im Sattel zwischen der Ruine Gräfenstein und dem Vorderen Winschertkopf. Hier standen die Schäferei der Burg Gräfenstein und die Hütte des Schlossschäfers. |                          |
| 055    | Spalt | Orient.                            | ⊙. Im Sattel zwischen dem Wartenberg und Schmalem Hals. Der Sattel zwischen den beiden Bergen bildet eine enge Schlucht, die im Volksmund „Spalt“ genannt wurde. |                          |
| 056    | Königswoog | Waldw.                             | ⊙. Im Wartenbachtal, unterhalb der Ruine Gräfenstein. Alter Woog für die Holztrift. |                          |
| 057    | Dreiherrenstein | Orient.                            | ⊙. An der alten Hochstraße vom Hermersbergerhof zum Weißenberg. Der gewachsene Fels diente als Grenzstein. Auf dem Felsen sind die Grenzzeichen eingemeißelt, MB = Markgrafschaft Baden, PZ = Pfalz-Zweibrücken, PZFW = Zweibrückische Frankenweide, KW = königlicher Wald wurde 1816 von den Bayern eingemeißelt. |                          |
| 058    | Zimmer-Platz bei Erbauung der Burg Scharfeneck, später Schlossgarten                                                       | Orient.                            | ⊙ An der Wegspinne Zimmerplatz südöstlich der Burg Neuscharfeneck in unmittelbarer Nähe der Pfälzerwald-Vereins-Hütte Landauer Hütte. Im Sattel zwischen der Ruine Neuscharfeneck und dem Orensberg. Der Platz war Richtplatz für die Bauhölzer bei der Errichtung der Burg Neuscharfeneck. |                          |
| 059    | R. Wüstmühle | Siedl., Ind.                       | ⊙. Nördlich vom Hermersbergerhof im Kaltenbachtal. In einer Mauer im eingezäunten Gelände eines Pumpwerks, nicht zugänglich. Hier stand einmal eine Säge- und Mahlmühle. |                          |
| 060    | R. Jagdhäuschen 20 Schr.                                                                                                   | Siedl., Forst/Jagd                 | ⊙. Am Nordwesthang des Weißenberges, westlich vom Holländerklotz. Hier stand ein Häuschen für die Jäger. |                          |
| 061    | Schanze 1794 100 Schr. | Hist.                              | ⊙. An der Straße zwischen Johanniskreuz und Leimen, kurz vor dem Abzweig der Waldstraße zum Hermersbergerhof. Hinweis auf eine preußische Schanze aus der Zeit der Revolutionskriege (1793–1797). |                          |
| 062    | Hauptschanze I | Hist.                              | ⊙. Am Nordwesthang des Steigerkopfs am Weg vom Forsthaus Heldenstein zum Schänzelturm, eine halbmondförmige preußische Schanze aus der Zeit der Revolutionskriege (1793–1797). |                          |
| 063    | Schanze II | Hist.                              | ⊙. Am Südwesthang des Steigerkopfs zwischen Forsthaus Heldenstein und dem Benderplatz, preußische Schanze aus der Zeit der Revolutionskriege (1793–1797). |                          |
| 064    | Schanze III | Hist.                              | ⊙. Am Südosthang des Steigerkopfs zwischen Schänzelturm und Benderplatz, preußische Schanze aus der Zeit der Revolutionskriege (1793–1797). |                          |
| 064a   | Schanze III | Hist.                              | ⊙ Hinweis auf Schanze III mit Pfeil. |                          |
| 065    | Schanze IV | Hist.                              | ⊙. Am Nordwesthang des Steigerkopfs, an der Straße vom Forsthaus Heldenstein ins Edenkobener Tal, preußische Schanze aus der Zeit der Revolutionskriege (1793–1797). |                          |
| 066    | Verhau vor Schanze I | Hist.                              | ⊙. Am Westhang des Steigerkopfes, unterhalb der Hauptschanze I. Befestigung mit einer kleinen Brustwehr vor zwei Gräben aus der Zeit der Revolutionskriege (1793–1797) |                          |
| 067    | Verhau unter Schanze IV | Hist.                              | ⊙. Am Nordwesthang des Steigerkopfes, unterhalb der Schanze IV. Befestigung mit einer Brustwehr vor 2 Gräben aus der Zeit der Revolutionskriege (1793–1797). |                          |
| 068    | Stelle, an welcher General von Pfau am 13. Juli 1794 fiel                                                                  | Hist.                              | ⊙ Auch "Pfaustein" genannt. Etwa 100 m westlich vom Schänzelturm. Der Pfaustein bezeichnet die Stelle, an der General von Pfau fiel und wahrscheinlich auch begraben ist. |                          |
| 069    | Kohlplatz – Rückzugsgefecht des Batl. von Schladen unter Major von Borck am 13. Juli 1794                                  | Hist.                              | ⊙. Im Sattel Kohlplatz zwischen Kesselberg und Querenberg. Hinweis auf die Rückzugsgefechte des Bataillons von Schladen nach den Kämpfen um das Schänzel. |                          |
| 070    | Prinzregent Luitpold 12. März 1911 90 Jahre alt                                                                            | Pers.                              | ⊙. An der Straße von Johanniskreuz zum Hermersbergerhof, südlich vom Luitpoldturm auf dem Weißenberg. Errichtet zum 90. Geburtstag des Prinzregenten Luitpold von Bayern. |                          |
| 071    | Am Holländerklotz | Waldw.                             | ⊙. Nordöstlich vom Weißenberg an der Straße von Johanniskreuz zum Hermersbergerhof. Im 17. Jahrhundert standen dort hohe Tannen, die von Holländern für den Schiffbau gekauft wurden. |                          |
| 072    | Schwörstein | Orient., Forst/Jagd                | ⊙. Nordwestlich der Fachklinik Eußerthal im Sattel zwischen Harzofenberg, Kneipenkopf und Hermeskopf. Grenz- und Lagerstein. Hier wurden Förster verpflichtet. |                          |
| 073    | Am Essig | Viehw.                             | ⊙. An der Einmündung der Hochstraße von Heldenstein nach Taubensuhl. Wahrscheinlich ein alter Weideplatz. Etzen ist ein altes Wort für äsen machen, weiden. |                          |
| 074    | Fresswasen | Orient., Viehw.                    | ⊙. An der Hochstraße von Heldenstein nach Taubensuhl. Rastplatz von Fuhrleuten, die hier ihre Tiere trinken und weiden ließen. |                          |
| 075    | Todtermann | Hist.                              | ⊙. Neben der Hochstraße von Heldenstein nach Taubensuhl. Hier fand man einst einen toten Kräutersammler. |                          |
| 076    | Feuerplatz | Orient.                            | ⊙. Bei der Hochstraße von Heldenstein nach Taubensuhl. Zwischen Kirschbaum und Kieseleckerbild. Hinweis auf einen Feuerplatz für Waldarbeiter in früherer Zeit. |                          |
| 077    | Kirschbaum | Orient., Waldw., Viehw.            | ⊙. An der Hochstraße von Heldenstein nach Taubensuhl. Hier bestand früher ein Forstgarten mit einem Kirschbaum. |                          |
| 078    | Mosisbruch | Siedl.                             | ⊙. Südlich vom Eschkopf, zwischen Mosisberg und Saukopf; Standort eines Waldbauernhofes am Rande eines sumpfigen Hochmoors |                          |
| 079    | Kapitainshuette | Hist.                              | ⊙. An der Straße von Johanniskreuz nach Leimen westlich vom Mosisberg, am Westhang des Langerkopfs; Standort der Hütte eines preußischen Kapitäns aus der Zeit der Revolutionskriege (1793–1797) |                          |
| 080    | Preussenstein | Hist.                              | ⊙. An der Straße von Johanniskreuz nach Leimen, westlich vom Mosisberg, am Westhang des Langerkopfs; Standort eines preußischen Wachtpostens, der in eine Felsplatte mit ungelenken Buchstaben das Wort „PREUSEN“ eingemeißelt hat |                          |
| 081    | Schanze 1794 | Hist.                              | ⊙. Östlich der Bundesstraße 48 von Johanniskreuz ins Wellbachtal. Circa 500 m vor der Abzweigung der Straße nach Leimen (L 496). Hinweis auf eine Schanze aus der Zeit der Revolutionskriege (1793–1797). |                          |
| 082    | Suppenschüssel | Orient.                            | ⊙. Nördlich der Hochstraße von Heldenstein nach Taubensuhl, nordwestlich vom Kieseleck. Mächtige, erdverbundene Felsplatte mit schüsselförmiger Mulde in der sich Regenwasser sammelt. Eingemeißelt sind alte Grenzzeichen. |                          |
| 083    | Boll | Orient.                            | ⊙. Nördlich der Hochstraße von Heldenstein nach Taubensuhl, am Südhang des Berges Kurzes Eck. Grenzstein, erdverbundene Felsplatte mit schüsselförmiger Mulde in der sich Regenwasser sammelt. Boll ist die Bezeichnung für einen großen Schöpflöffel. |                          |
| 084    | Weisserstein | Orient.                            | ⊙. Südlich der Straße von Johanniskreuz nach Schmalenberg. Falsch geschrieben, eigentlich Weiserstein, Dreimark: Lauberwald, Hornbacher Klosterwald und Meiserwald. |                          |
| 085    | An den drei Steinen | Orient.                            | ⊙. Nördlich der Straße von Johanniskreuz durch das Wellbachtal nach Rinnthal, nahe der Einmündung der Straße von Iggelbach. In der Nähe beim Birkeneck stehen die drei Grenzsteine. |                          |
| 086    | Schuhmacherstiefel | Orient., Hist.                     | ⊙. Am Waldfahrweg im Sattel zwischen Kühlkopf, Bösenberg und Flachkopf. Große Felsplatte in die ein Stiefel eingemeißelt ist. Die Bedeutung des Stiefels ist umstritten. Neben dem Stiefel finden sich die Buchstaben LD. Ein Leiner Daniel war Schuhmacher und zog 1763 von Hornbach in das nahe Edenkoben oder Zeichen des Bundschuhs dem Symbol der aufständischen Bauern 1525 oder ein Zeichen der französischen Revolutionstruppen 1794.                                                                                             |                          |
| 087    | Venninger Turm | Orient., Viehw.                    | ⊙. Beim Lambrechter Naturfreundehauses am Ende des Kohlbachtals. Zimmerplatz für Zimmerleute, in dieser Gegend wurde das Holz zum Bau des Venninger Kirchturms geschlagen. |                          |
| 088    | Bei den Windlöchern | Orient.                            | ⊙. Im oberen Helmbachtal am Waldweg am Nordwesthang zwischen dem Geißkopf und dem Hofberg. Untere Ausgang einer Felskluft aus der im Sommer die schwerere Kaltluft ausströmt, am oberen Ausgang der Kluft tritt im Winter die wärmere Luft der Kluft als Nebel ans Tageslicht. |                          |
| 089    | Immensack | Orient.                            | ⊙. Auf einem niederen Ausläufer des Miedersbergs, oberhalb des Jugendzeltplatzes auf der Geiswiese. Der Ausläufer des Miedersbergs hat die Form eines Sackes, mit dem man früher einen am Baum festgesetzten Waldbienenschwarm gefangen hat (Biene = Imme). |                          |
| 090    | Zum Kanzelfelsen mit den Inschriften der Teilung der Haingeraide 108 Schr.                                                 | Orient., Waldw., Forst/Jagd        | ⊙. In der Mitte des östlichen Berghangs vom Kanzelkopf, westlich der Totenkopfstraße. Hinweis auf den 108 Schritte entfernten Kanzelfelsen mit den Inschriften der Teilung eines Gemeinschaftswaldes 1823 der Dörfer Maikammer, St. Martin, Diedesfeld und Kirrweiler. |                          |
| 091    | Zum Kanzelfelsen 120 Schr.                                                                                                 | Orient.                            | ⊙. Am Nordwesthang des Kanzelkopfs Hinweis auf den 120 Schritte entfernten Kanzelfelsen sonst wie Nr. 90. |                          |
| 092    | Zum Röhringsbrunnen 70 Schr. Rechts                                                                                        | Orient.                            | ⊙. Am mittleren Nordwesthang des Kanzelkopfes. Hinweis auf den 70 Schritte entfernten Röhringsbrunnen. |                          |
| 093    | Hexlerhütte | Siedl.                             | ⊙. Im hinteren Erlenbachtal beim Hof Erlenbach bei Speyerbrunn. In der Mauer am Fahrweg. Ehemaliges Gehöft aus dem sich die kleine Ortschaft Erlenbach entwickelt hat. Der Name geht wahrscheinlich auf einen Jakob Hexemer zurück. Er wohnt wohl in der Hexlerhütte, am Hexlerwoog in der Nähe vom Hexlereck. |                          |
| 094    | Erzgruben | Ind.                               | ⊙. An der Straße im Erlenbachtal, am Südosthang des Speyerbrunner Ecks. In der Nähe befanden sich zwei ehemalige Eisenerzgruben, die Förderung wurde Ende des 18. Jahrhunderts eingestellt. |                          |
| 095    | Alte Schmelz | Ind.                               | ⊙. Nördlich der Straße von Elmstein nach Speyerbrunn, an der Einmündung des Legelbachtals. Hier stand unter Kurfürst Karl Theodor 1780 eine Eisenschmelze. Der Betrieb wurde 1829 eingestellt, die Gebäude 1855 abgerissen. |                          |
| 096    | Ins Legeltal | Orient.                            | ⊙. Inschrift auf demselben Stein wie Ritterstein Nr. 95. Wegweiser in das schöne Legelbachtal. |                          |
| 097    | R. Jagdhaus | Siedl., Hist., Forst/Jagd          | ⊙. Am Wanderweg am Nordwesthang des Brogbergs, südöstlich der Straße von Iggelbach zum Eschkopf. Standort eines von Pfalzgraf Johann Casimir erbauten Jagdhauses. Größere Fundamentreste sind erhalten. |                          |
| 098    | Speckhenrich | Orient.                            | ⊙. An der Straße von Iggelbach zum Eschkopf. Name einer Waldabteilung. Der Name geht entweder auf einen gut genährten Förster Heinrich zurück oder weil dort früher Kiefern gewachsen sind mit fettem harzigen Holz. |                          |
| 099    | Kohlbrunnen | Orient.                            | ⊙. Neben der Straße am Eingang zum Kohlbachtal, südöstlich vom Forsthaus Helmbach. Quelle an einem kleinen Waldweiher. Der Name deutet auf den früheren dortigen Köhlereibetrieb. |                          |
| 100    | Cramerfels | Orient., Pers.                     | ⊙. Wenige Meter hinter dem Forsthaus Helmbach an einem Felsen. Zu Ehren des Regierungsdirektors und Leiters der Kammer der Forsten, Heinrich Cramer. |                          |
| 101    | Burgalbsprung | Orient.                            | ⊙. Südwestlich Johanniskreuz, im oberen Schwarzbachtal. Stelle, wo die Burgalb in einem kleinen Waldweiher entspringt, sie mündet kurz unterhalb in den Schwarzbach. |                          |
| 102    | Moosalbsprung 40 Schr. | Orient.                            | ⊙. Südwestlich Johanniskreuz, im oberen Ende der Mooster Halde. Hier entspringt die Moosalb, sie mündet bei Waldfischbach in den Schwarzbach. |                          |
| 103    | Zum großen Kanzelfelsen 330 Schr.                                                                                          | Orient.                            | ⊙. An den nach einem Förster namens Mantel benannten Mantelweg, südwestlich vom . 1912 wurde vom Pfälzerwald-Verein ein Pfad angelegt, der aufwärts zum Kanzelfelsen führt. Dort befindet sich eine Halbhöhle, zehn Meter lang und vier Meter tief, einst Schutz für die Bevölkerung in Kriegszeiten. |                          |
| 104    | Treffnix | Orient., Forst/Jagd                | ⊙. Nordöstlich von Iggelbach, zwischen Kurzem Eck, Mönchberg und Grünberg. Standort eines ehemaligen Schießstandes für Förster und Jäger, im Volksmund scherzhalber „Treffnix“ genannt. | Treffnix                 |
| 105    | Gratsohl | Orient.                            | ⊙. 200 Meter nördlich von Johanniskreuz, an der Straße von Johanniskreuz nach Hochspeyer. Früher befand sich hier eine Suhle auf dem Berggrat. |                          |
| 106    | Hochgericht 1767 | Orient.                            | ⊙. An der Straße von Trippstadt nach Kaiserslautern an der Einmündung der Straße zum Hof Langensohl. An dieser Stelle befand sich das Hochgericht der Herrschaft Wilenstein, in der Nähe stand der Galgen. |                          |
| 107    | Wolfsgrube | Viehw.                             | ⊙. Nordöstlich von Elmstein, an der Straße zwischen den Ortschaften Harzofen und Schwabenbach. Hier befand sich eine ehemalige Wolfsgrube, die noch erkennbar ist. |                          |
| 108    | Haidhaldbrunnen 220 Schr.                                                                                                  | Orient.                            | ⊙. Östlich vom Stüterhof, zwischen Leiterberg und Hohlog. Hinweis auf den 220 Schritte tiefer gelegenen Brunnen, der früher als Viehtränke diente. |                          |
| 109    | Welterstal | Orient.                            | ⊙. Östlich vom Ort Mückenwiese, an der Straße von Elmstein nach Speyerbrunn, am Eingang des Welterstales. Inschrift am Felsen westlich am Taleingang. |                          |
| 110    | Welterstal | Orient.                            | ⊙. Wie Ritterstein Nr. 109. Inschrift am Felsen östlich am Taleingang. |                          |
| 111    | Johanniskreuz | Orient., Hist., Forst/Jagd         | ⊙. Etwa 100 m nördlich von der Gaststätte, direkt an der B 48. Heute sind dort drei Kreuze unterhalb des Rittersteins. Das uralte Kreuz wurde 1769 durch ein neues ersetzt, das später vom Sockel gefallen ist. 1863 kam das dritte hinzu, dieses Mal aus Gusseisen. Wahrscheinlich ein Grenzkreuz. Auf dem Stein sind die Wappen der Hohenecker und der Wilensteiner zu sehen. |                          |
| 112    | R. Forsthaus Mückenwies | Siedl.                             | ⊙. An der Straße von Elmstein nach Speyerbrunn, an der Einmündung des Enkenbachtals in das Elmsteiner Tal. Hier stand das Forsthaus Mückenwies, 1883 aufgelassen. Keine Reste mehr. |                          |
| 113    | R. Breitenstein 500 Schr.                                                                                                  | Orient.                            | ⊙. An der Straße von Elmstein nach Erfenstein. Hinweis auf die Burg Breitenstein bei Helmbach. |                          |
| 114    | R. F. Amsohl | Siedl., Forst/Jagd                 | ⊙ Hier befindet sich die Ruine des Forsthauses Amsohl, aufgelassen 1874, direkt an der Bundesstraße 48. |                          |
| 115    | Glashütte 1767 | Siedl., Ind.                       | ⊙. Südlich von Mölschbach im Eulental. Hinweis auf den Standort einer ehemaligen Glashütte. Um 1600 errichtet 1767 aufgelassen. |                          |
| 116    | R. F. Wittgenberg | Siedl., Forst/Jagd                 | ⊙. 2 km nördlich von Trippstadt, zwischen dem Quellbachhübel und dem Wittgenberg. Das 1832 erbaute Forsthaus wurde 1873 aufgelassen. |                          |
| 117    | Daemmchen | Orient.                            | ⊙. Nordwestlich der alten Hochstraße, unterhalb der großen Wegspinne im Sattel zwischen dem Leiterberg und dem Hohen Oselkopf. Vermutlich war die alte Hochstraße auch eine Römerstraße. Die Erdaufschüttung war Grund zur Annahme, dass es sich um einen Damm handelt. |                          |
| 118    | Dicke Eiche 600 Schr. | Orient.                            | ⊙. Nordöstlich am Waldweg von Schwarzsohl nach Schwabenbach. Hinweis auf eine Jahrhunderte alte Eiche. Ungefähr 5 m Stammumfang, Naturdenkmal. |                          |
| 119    | Eiche | Orient.                            | ⊙. Etwa 300 m nordöstlich vom Ritterstein Nr. 118 am Waldweg, der um das Bremeneck führt. Von hier führt ein Trampelpfad zur Dicken Eiche. |                          |
| 120    | R. Jagdhaus Breitscheid | Siedl., Forst/Jagd                 | ⊙. Etwa 2 km südwestlich von Schwarzsohl, auf der Höhe zwischen Legelberg und Heidelbeereneck. Erbaut von Pfalzgraf Johann Casimir (1543 – 1592), später Forsthaus bis 1831. Heute steht dort das Nibelungenhaus, 1929 von einer Wandervogelgruppe erbaut. |                          |
| 121    | Frh. v. Haacke Holsriese                                                                                                   | Waldw.                             | ⊙. Neben den östlichen Ende der Mauer an der Kirche von Speyerbrunn. Hier befand sich eine Holzriese aus der Zeit der Holztrift, unter dem Freiherrn Ludwig Anton von Hacke angelegt. Über die Holzriese wurde das Holz an den flößbaren Speyerbach gebracht. |                          |
| 122    | Weg erbaut Frh. v. Hacke 1737                                                                                              | Waldw.                             | ⊙. Am Südwesthang des südlichen Ausläufers des Riesenbergs. Die Inschrift ist am sogenannten Pestfelsen am Waldfahrweg vom Stüterhof nach Speyerbrunn. Der Weg wurde von Ludwig Anton von Hacke 1737 erbaut. |                          |
| 123    | Augustenköpfchen | Orient., Pers.                     | ⊙. Südlich von Mölschbach im Eulental. Die heute noch erkennbare Waldanlage wurde vom Freiherrn Karl Theodor von Hacke erbaut. Er benannte sie nach seiner Schwester Auguste Elisabetha. |                          |
| 124    | R. Amoenenhof | Siedl.                             | ⊙. Im oberen Moosalbtal, östlich vom Gutenbrunnerhof. Die kleine Hofanlage wurde vom Freiherrn Karl Theodor von Hacke erbaut, er benannte sie nach seiner Mutter Amöna Maria Karolina. Die Standortangaben in den Quellen stimmen nicht genau überein. |                          |
| 125    | Eisenschmelze | Ind.                               | ⊙. Im unteren Karlstal, an der Eckmauer an der Einmündung der Straße von Stelzenberg ins Karlstal. Ehemalige Eisenschmelze westlich vom Trippstadter Unterhammer. |                          |
| 126    | Altes Forsthaus 15 Schr.                                                                                                   | Siedl.                             | ⊙. An der Straße von Hochspeyer nach Johanniskreuz, zwischen Schwanenberg, Großem Schneidtaler Eck und Schweidwald. Forsthaus der Freiherrn von Hacke, 1852 abgerissen. |                          |
| 127    | Erlenbrunnen 140 Schr. | Orient.                            | ⊙. Am Waldweg vom Stüterhof nach Schwarzsohl, zwischen Hohem Oselkopf, Krottenbuckel und Erlenbrunneck. Hinweis auf die weiter unten liegende Quelle, die als Viehtränke diente. |                          |
| 128    | Krottenbuckel | Orient.                            | ⊙. Am Waldweg vom Stüterhof nach Schwarzsohl, etwa 250 m nördlich vom Erlenbrunnen, zwischen Erlenbrunneck und Krottenbuckel. Am Fuße des Berges sollen kleine Suhlen gewesen sein, sogenannte Krottenpfühle. |                          |
| 129    | Am Herrentisch | Orient.                            | ⊙. Westlich von Neidenfels, zwischen Kleinem Pflasterberg und Zigeunerkopf. Förster und Jäger sollen hier an einem steinernen Tisch gerastet haben, weshalb Forstarbeiter ihn Herrentisch nannten. |                          |
| 130    | Ins Legeltal | Orient.                            | ⊙. Südwestlich Schwarzsohl zwischen Heidelbeereneck und Rumpelseck. Wegweiser ins Legelbachtal am oberen Taleingang. |                          |
| 131    | Schoenlaub-Linden | Orient.                            | ⊙. Südwestlich Schwarzsohl zwischen Heidelbeereneck und Rumpelseck. Förster Schönlaub vom nahen Forsthaus Schwarzsohl soll dort sieben Linden gepflanzt haben. |                          |
| 132    | Steinernes Kreuz 1910 | Orient.                            | ⊙. An der alten Hochstraße südwestlich von Schwarzsohl. Keine besondere Bedeutung. Vom Pfälzerwald-Verein 1910 in seiner jetzigen Form errichtet. |                          |
| 133    | Mooswieserhof 1767 | Siedl.                             | ⊙. Südlich der Straße vom Aschbacherhof nach Mölschbach in der Nähe einer Wanderhütte. 1767 gegründet, zeitweise als Forsthaus genützt, wurde er 1833 abgerissen. |                          |
| 134    | Balkenbrunnen 160 Schr. | Orient.                            | ⊙. In einer Felsplatte wenige Meter nördlich der Einmündung der Straße von Mölschbach in die B 48. In der Nähe des Brunnens sollen vorderpfälzische Winzer Hölzer zu Weinbergbalken zugerichtet haben. |                          |
| 135    | Leimersohl | Orient.                            | ⊙. An der Hochstraße vom Stüterhof nach Schwarzsohl, zwischen Legeleck und Wolfeneck. Vermutlich eine alte Lehmgrube in der sich später Wasser gesammelt hatte. |                          |
| 136    | Prinzregent Luitpold Linde 12. März 1911                                                                                   | Pers.                              | ⊙. An der Straße von Weidenthal nach Schwarzsohl, zwischen Meisenrain und Salzlecker Berg. Der Ritterstein wurde errichtet zur Feier des 90. Geburtstags des Prinzregenten Luitpold von Bayern. |                          |
| 137    | Kath. dann Luth. Kirche 12.–18. Jh.                                                                                        | Siedl., Hist.                      | ⊙. An der Zufahrt zum alten Aschbacherhof, die Inschrift befindet sich auf der Südseite der Kirchturmruine. Kirche St. Blasius erstmals 1215 erwähnt, war Kirche für die Dörfer Trippstadt, Stelzenberg, Mölschbach und den Stüterhof. Sie war in der Reformationszeit die erste lutherische Kirche der Pfalz. Der Turm befindet sich in Privateigentum und ist nicht öffentlich zugänglich. |                          |
| 138    | Seewog | Orient.                            | ⊙. An der Straße von Waldleiningen nach Johanniskreuz, am Fuße des nördlichen Schlossberghangs. Hinweis auf den Seewoog an der Leinbachquelle. Woog westlich von Waldleiningen. |                          |
| 139    | Otterbergersohl | Orient.                            | ⊙. Am Waldweg von Mölschbach zur B 48, zwischen Brotpfadkopf und Hellerwald. Ehemalige Viehtränke, der umliegende Wald gehörte dem Kloster Otterberg. |                          |
| 140    | Stall | Orient., Siedl., Waldw.            | ⊙. An der Kreuzung der Straßen Kaiserslautern – Waldleiningen und Hochspeyer – Johanniskreuz. Hier oben stand ein Haus mit einem Stall. Man brachte das Holz aus dem Kaiserslauterer Wald über den Pass ins Leinbachtal zur Trift. Um die Tiere zu schonen wurden hier die Pferde gewechselt. Der Stall war für die Vorspannpferde erbaut. |                          |
| 141    | Schwarzer Stock | Orient.                            | ⊙. Etwa 500 m nördlich der Straße von Waldleiningen nach Schwarzsohl, an einem Waldweg am Nordosthang vom Wolfeneck. Der Name ist schwer deutbar, vielleicht befand sich hier ein hohler Baumstumpf, der einmal ausgebrannt war. |                          |
| 142    | Heidenbrunnen 100 Schr. | Orient.                            | ⊙. Unterhalb des Waldwegs von Schwarzsohl nach Esthal, zwischen Erdbeerenkopf und Heidenkopf. Hinweis auf den weiter unten entspringenden Heidenbrunnen, dabei noch in alter Steintrog der ehemaligen Viehtränke. |                          |
| 143    | Eselsohl | Orient.                            | ⊙. Auf dem Höhenrücken des Eselsohler Berges, nordwestlich der Hochstraße von Weidenthal nach Schwarzsohl. Hinweis auf die dabei liegende Suhle, in der sich wohl die als Lasttiere dienenden Esel gesuhlt haben. |                          |
| 144    | Schanze 1793/94 360 Schr.                                                                                                  | Hist.                              | ⊙. Nördlich der Straßenkreuzung am Stall, am Westhang des Harten Kopf am Waldweg zum Dammbrunnen. Hinweis auf eine preußische Schanze aus der Zeit der Revolutionskriege (1793–1797). |                          |
| 145    | Horterkopf Schanze 1793–94                                                                                                 | Hist.                              | ⊙. Nordwestlich der Straße von Hochspeyer nach Johanniskreuz auf dem Harten Kopf, preußische Schanze aus der Zeit der Revolutionskriege (1793–1797), teilweise noch erkennbar. Schanze aus dem Ersten Koalitionskrieg auf dem Horterkopf. |                          |
| 146    | Dammbrunnen | Orient.                            | ⊙. Nordwestlich vom Horterkopf, auf der Hochfläche des Dammbergs. Hier befand sich früher eine Viehtränke mit einer künstlich angelegten Suhle und eine Unterstellmöglichkeit. |                          |
| 147    | Wolfskaut | Viehw.                             | ⊙. Im Sattel zwischen Mittlerem und Großem Krebser. Standort einer ehemaligen Wolfsgrube. Siehe auch Rittersteine 48 und 107. |                          |
| 148    | Protztalbrunnen | Orient.                            | ⊙. In einem südlichen Seitentälchen des Leinbachtals zwischen Schüsseleck und Protztaleck. Inschrift in der Felswand über der Quelle. |                          |
| 149    | Pechhütte | Siedl.                             | ⊙. Im Ungertal, einem südlichen Seitental vom Leinbachtal, zwischen Schüsseleck, Wassersteinberg und Großem Berg. Hier stand einst eine Pechhütte mit einem Harzofen. Das Harz der Kiefern wurde an Ort und Stelle zu Pech verarbeitet. |                          |
| 150    | Hohlog | Orient.                            | ⊙. Auf der Höhe Hohe Loog südlich vom Leinbachtal, beim Wassersteinberg. Mit Loog bezeichnete man früher eine Grenze. Hinweisstein auf eine dort über die Höhe verlaufende Grenze. |                          |
| 151    | Wasserstein | Orient.                            | ⊙. Am Waldweg von Schwarzsohl ins Leinbachtal, zwischen Eselsohler Berg, Hohe Loog und Wassersteinberg. Mächtige noch erdverbundene Felsplatte mit schüsselförmigen Vertiefungen, in denen sich das Regenwasser sammelt. |                          |
| 152    | Jungfernstein | Orient.                            | ⊙. In einem Wegedreieck an der Grenze des Kaiserslauterer Stadtwalds, zwischen Kleinem Humberg und Kleinem Krebser. Bei dem etwa alle 10 Jahre stattfindenden Waldumgang werden hier die Mädchen gepritscht, das heißt es wird ihnen mit einer Fasnachtspritsche leicht über den verlängerten Rücken gefahren. Bei den Knaben an den anderen Grenzsteinen fallen die Schläge etwas härter aus. |                          |
| 153    | Hungerbrunnen | Orient.                            | ⊙. Im Hungerbrunnental an der Straße von Kaiserslautern nach Waldleiningen. Hinweis auf die nur periodisch schüttende Quelle der Lauter. |                          |
| 154    | Griesenfels | Orient.                            | ⊙. Im Leinbachtal, nördlich der Straße von Waldleiningen nach Frankenstein, zwischen Schloßberg, Eisenkeil, Hoher Loog und Hohem Kopf. Überhängender Felsen. Der Ursprung des Namens ist unbekannt. |                          |
| 155    | Wasserstein | Orient.                            | ⊙. An der Hochstraße auf dem Schloßberg, südwestlich von Frankenstein. Erdverbundene horizontale Platte mit einer schüsselförmigen Vertiefung. Siehe auch Rittersteine Nr. 13, 82, 83 und 151. |                          |
| 156    | Biedenbacherwoog | Waldw.                             | ⊙. Im Leinbachtal zwischen Schloßberg und Eisenkeil. Eine der Triftklausen zur Holzflößerei im Leinbachtal. Die Inschrift ist am Wehr. Woog im Verlauf des Leinbachs, südwestlich von Frankenstein. |                          |
| 157    | Axershäuschen 1824–1951 | Siedl.                             | ⊙. Am Wanderweg im Hungerbrunnental gegenüber dem großen Tor der Einzäunung des Wasserschutzgebietes, zwischen Spitzrain und Großem Steinberg. Ehemaliger Standort eines Wohnhauses, das Christian Axer 1811 erbaute und 1824 erweiterte, 1951 abgerissen. |                          |
| 158    | Meisenkopfersohl | Orient.                            | ⊙. Nördlich der alten Hochstraße im Frankensteiner Wald, zwischen Sindelsberg, Franzosenkopf und Langem Eck. Ehemalige Suhle. |                          |
| 159    | Drei Linden | Orient.                            | ⊙. An der alten Hochstraße im Frankensteiner Wald, im Sattel zwischen Hohem Kopf und Schloßberg. Standort von drei Linden. |                          |
| 160    | Hochstraße | Orient.                            | ⊙. Rücken an Rücken mit dem Ritterstein Nr. 159. Alter Verkehrsweg auf dem schon die Ureinwohner, später Kelten, Römer und Germanen zogen. |                          |
| 161    | R. F. Stiftswald | Orient., Siedl., Forst/Jagd        | ⊙. Westlich an der Straße im Hungerbrunnental südöstlich von Kaiserslautern. Das Forsthaus, 1813 erbaut und 1848 abgerissen, ist die Geburtsstätte des Reg. Dir. Karl Albrecht von Ritter, dem Namensgeber der Rittersteine und Hauptvorsitzenden des Pfälzerwald-Vereins. |                          |
| 162    | Beilstein 300 Schr. | Orient.                            | ⊙. An der Wegspinne zwischen Rummelberg und Totenköpfchen, 200 m südlich der Straße von Hochspeyer nach Kaiserslautern. Hinweis auf die westlich auf dem Beilsteiner Kopf gelegene Burgruine Burg Beilstein östlich von Kaiserslautern. |                          |
| 163    | Franzosenwoog | Orient., Viehw.                    | ⊙. Südlich der Straße und Eisenbahnlinie von Frankenstein nach Hochspeyer, am Bahnübergang vor dem Tunnel. Ehemalige Triftklause für die Holzflößerei auf dem Hochspeyerbach. Inschrift auf dem Wehr. |                          |
| 164    | Rattenfels | Orient.                            | ⊙. Auf dem südöstlichen Ausläufer des Schloßberges bei Diemerstein, zwischen Glastal und Diemersteiner Tal. Felsen mit Auswitterungen, die wie Rattenhöhlen aussehen. |                          |
| 165    | Hungerbrunnen | Orient.                            | ⊙. Im Diemersteiner Tal, zwischen Schloßberg und vorderem Langenberg. Quelle, die nur nach starken Regenfällen schüttet. |                          |
| 166    | Hundsbrunnen | Orient.                            | ⊙. Nordwestlich von Hochspeyer im Hundsbrunner Tal, zwischen Mitteleck, Hundsbrunnerkopf und Mehlweiler Kopf. Wahrscheinlich benannt nach einem Hundo, wie man einen Hundertschaftsführer in merowingisch-karolingischer Zeit nannte. |                          |
| 167    | Weidsohl | Orient., Viehw.                    | ⊙. Nördlich der Straße von Hochspeyer nach Kaiserslautern, auf der Hochfläche im Sattel zwischen Queitersberg und Mitteleck. Die Suhle war Treffpunkt der Hirten aus der Gegend und diente auch als Viehtränke. |                          |
| 168    | An der dicken Eiche | Orient., Hist.                     | ⊙. Nordwestlich von Hochspeyer an der alten Hochstraße am Nordwesthang des Harzkopfes. Hier stand eine mächtige uralte Eiche, 1921 vom Sturm geworfen, wurde 1925 eine neue Eiche gepflanzt. |                          |
| 169    | Müllerstisch | Orient., Hist.                     | ⊙. Am Höhenweg von Kleinen Kieneck über den Großen Hetzelkopf zum Steinkopf. Sitzgruppe mit Bänken und steinerner Tischplatte am sogenannten Brotpfad von Enkenbach nach Diemerstein. |                          |
| 170    | Schanze 1 1793/94 | Hist.                              | ⊙. Westlich des Weges im Langenthal, zwischen dem Großen Kieneck und dem Krummen Eck. Preußische Schanze aus der Zeit der Revolutionskriege (1793–1797) Ersten Koalitionskrieg. Östlich von Fischbach. |                          |
| 171    | Schanze 2 1793/94 | Hist.                              | ⊙. Auf dem südlichen Berggipfel des Großen Kienecks. Preußische Schanze aus der Zeit der Revolutionskriege (1793–1797). |                          |
| 172    | Schanze 3 1793/94 | Hist.                              | ⊙. Am westlichen Berghang vom Großen Kieneck zu den Buchelköpfen. Preußische Schanze aus der Zeit der Revolutionskriege (1793–1797). |                          |
| 173    | Schanze 4 1793/94 | Hist.                              | ⊙. Auf dem Kleinen Kieneck. Preußische Schanze aus der Zeit der Revolutionskriege (1793–1797). |                          |
| 174    | Schanze 5 1793/94 | Hist.                              | ⊙. Auf dem Großen Hetzelkopf, westlich vom Höhenweg von Kleinen Kieneck über den Großen Hetzelkopf zum Steinkopf. Preußische Schanze aus der Zeit der Revolutionskriege (1793–1797), auch Blücherschanze genannt. |                          |
| 175    | Schanze 6 1793/94 | Hist.                              | ⊙. Auf dem südwestlichen Bergvorsprung des Kleinen Hetzelkopfs, oberhalb dem Altenhof. Preußische Schanze aus der Zeit der Revolutionskriege (1793–1797). |                          |
| 176    | Schorlenberger Sohl | Orient.                            | ⊙. Etwa 1 km südwestlich vom Forsthaus Schorlenberg, auf der Hochfläche zwischen Nußknick und Kleinem Kieneck, Suhle Suhle auf der Hochfläche des Schorlenberges. |                          |
| 177    | Schmugglersdell | Orient.                            | ⊙. Am mittleren Osthang des Großen Kienecks, am Weg vom Langenthal zum Schorlenberg. Bezeichnung des Schmugglergebiets in der Nähe des Schlagbaums, Ritterstein 180. |                          |
| 178    | Buchelbrunnen | Orient.                            | ⊙. Etwa 400 m östlich vom Forsthaus Schorlenberg, am Südhang vom Schlagbaumkopf, in einer Talmulde, die zum Langenthal führt. Hinweis auf eine Felsenquelle. |                          |
| 179    | F. Schorlenberg | Siedl., Forst/Jagd                 | ⊙. An der alten Hochstraße auf dem Schorlenberg, zwischen Nußknick und Schlagbaumkopf. Inschrift im Türsturz des Forsthauses Schorlenberg an der Autobahn A6. |                          |
| 180    | Schlagbaum | Orient.                            | ⊙. An der alten Hochstraße auf dem Schorlenberg, zwischen Salzleckerberg und Schlagbaumkopf. Ehemalige Wegezollstelle an der Hochstraße von Worms nach Kaiserslautern. |                          |
| 181    | Wasserscheide Rhein-Mosel                                                                                                  | Orient.                            | ⊙. Nördlich der Straße von Fischbach nach Eppenbrunn, zwischen Eselskopf, Christkind-Felsen und Hollergrube. Hinweis auf eine Stelle der Wasserscheide, die von Norden nach Süden durch den Pfälzerwald läuft. |                          |
| 182    | St. Pirmansborn | Orient., Hist.                     | ⊙. Etwa 50 m westlich der Straße von Spirkelbach nach Lug, zwischen Höllenberg und Auf der Kipp. Der hlg. Pirminius soll hier 3000 Heiden getauft haben. |                          |
| 183    | Dagobert-Hecke | Orient., Hist., Waldw., Forst/Jagd | ⊙. Östlich der Straße von Frankweiler nach Siebeldingen an einem Seitenweg. Standort eines ungewöhnlich großen Weißdornbusches. Im Jahre 1823 durch ein Gewitter zerstört. Unter ihm soll sich der Merowinger König Dagobert vor seinen Feinden versteckt haben. Die treuen Bauern haben ihm geholfen. Aus Dankbarkeit schenkte er ihnen die Geraidewaldungen. |                          |
| 184    | Grimmeisenpfad | Pers.                              | ⊙. Am Südwesthang des Kehrenkopfes, am Wanderpfad von Annweiler nach Taubensuhl. Siehe Ritterstein Nr. 47. |                          |
| 185    | Dr.-Sprater-Pfad Erbaut 1953                                                                                               | Pers.                              | ⊙. Am Beginn des vom Fahrweg aus über den Südwesthang des Kesselberges auf den Gipfel führt. Erinnerung an den Historiker Friedrich Sprater, unterhalb des Gipfels des Kesselbergs. |                          |
| 186    | R. Geiskopferhof | Siedl.                             | ⊙. Auf dem Geißkopf zwischen Erdbirnkopf und Hofberg. Kaum noch sichtbare Ruinen von fünf Wohnhäusern. 1852 untergegangene Waldbauernsiedlung südlich von Iggelbach |                          |
| 187    | R. Geiswieserhof | Siedl.                             | ⊙. Nordwestlich am Fuß des Geiskopfs. Hinweis auf den ehemaligen Standort des Geiswieserhofs. |                          |
| 188    | Siebenbrunnen | Orient.                            | ⊙. Im Langental südöstlich vom Forsthaus Schorlenberg. Aus sieben Röhren stark schüttende Quelle. 1927 neu gefasst, Naturdenkmal. |                          |
| 189    | Emil-Ohler-Pfad | Pers.                              | ⊙. Pfad am Südwesthang der Platte, zwischen Sternberg und Platte. Gründungsmitglied des PWV, welches sich besonders um die Errichtung des Hellerplatzhauses und des Pfades verdient gemacht hat. |                          |
| 190    | Karl Wertz Neujahr 1960/1961                                                                                               | Pers.                              | ⊙. Hinter dem Hellerplatzhaus. Zum Gedenken an den ehrenamtlichen Helfer, Hüttenwart Karl Wertz, der in der Neujahrsnacht 1960/61 von Lutz Cetto, einem Mitglied der Kimmel-Bande erschossen wurde. |                          |
| 191    | Ehem. Silbergrube | Ind.                               | ⊙. Nördlich Bobenthal, am Weg vom Mattental zur Wieslauter. Eingang zum Stollen eines Silberbergwerks. |                          |
| 192    | Ruine Roesselsbrunner Hof                                                                                                  | Siedl.                             | ⊙. Südwestlich Ludwigswinkel, zwischen Guckenbühl und Rösselsberg. Hinweis auf den ehemaligen Rösselsbrunnerhof. |                          |
| 193    | Drei Männer Weg | Orient.                            | ⊙. Südwestlich Niederschlettenbach, zwischen Großem Humberg und Teilberg. Weg von drei Arbeitslosen erbaut. |                          |
| 194    | Am alten Bild | Orient.                            | ⊙. Südlich Dörrenbach, zwischen Springenberg und Stäffelsberg. Hier stand früher eine Bildstocksäule. |                          |
| 195    | Ehemals Erlenkopfer-Hof | Siedl.                             | ⊙. Südlich Eppenbrunn am Nordwesthang des Erlenkopfes. Untergegangene Siedlung am Erlenkopf südlich von Eppenbrunn. |                          |
| 196    | Ehem. Eisenerzgrube | Ind.                               | ⊙. 100 m nördlich hinter dem Forsthaus Erzgrube. Hinweis auf das ehemalige Eisenerzbergwerk. |                          |
| 197    | Hier stand das Reissler-Forsthaus                                                                                          | Siedl., Forst/Jagd                 | ⊙. Nördlich Ludwigswinkel, am Parkplatz am Schöntalweiher. Im Zweiten Weltkrieg zerstört und später abgetragen. |                          |
| 198    | Saarbach-Ursprung | Orient.                            | ⊙. Westlich der Straße nach Eppenbrunn, zwischen Großem Biesenberg und Hesselspfuhl. Quelle des Saarbachs östlich von Eppenbrunn. |                          |
| 199    | Birkenhördter Linde | Orient.                            | ⊙. Südwestlich Birkenhördt, zwischen Hohem Kopf und Hoher Tanne. Standort einer alten Linde. |                          |
| 200    | Ruine Gruenbacher-Hof | Siedl.                             | ⊙. Im Saarbachtal, am Waldweg, zwischen Welschkornberg und Brechkaut, ursprünglich eine Pottaschhütte, später Hofgut, 1854 abgerissen. |                          |
| 201    | Ruine Faunerhof | Siedl.                             | ⊙. Nordöstlich Ludwigswinkel, zwischen Fauner-Hang und Großebet. Ehemaliger Außenhof des Klosters Stürzelbronn aus dem 12. Jahrhundert, 1869 abgerissen. |                          |
| 202    | Hier stand der Wolfsaegerhof                                                                                               | Siedl.                             | ⊙. Nordwestlich Fischbach bei Dahn, zwischen Lemberger Kessel und Mückenberg. Der Hof auf dem Gelände eines heutigen Zeltplatzes bei Fischbach aus der zweiten Hälfte des 18. Jahrhunderts bestand bis ins 20. Jahrhundert. |                          |
| 203    | Am Mücken-Plätzel | Orient.                            | ⊙. Südwestlich Dahn, zwischen Kaletschkopf, Kleinem Mückenkopf und Ederberg. Orientierungspunkt für Wanderer. |                          |
| 204    | Am Seicheneck | Orient.                            | ⊙. Westlich Gleishorbach. Orientierungspunkt für Wanderer. Der Name bedeutet „Feuchtes Eck“. |                          |
| 205    | Moosbach Quelle | Orient.                            | ⊙. Südwestlich Dahn, zwischen Kaletschkopf und Großem Mückenkopf. Orientierungspunkt für Wanderer, Quelle des Moosbachs |                          |
| 206    | Katzeneiche | Orient.                            | ⊙. Nordwestlich Blankenborn, zwischen Abtskopf und Katzeneck. Der Name der Eiche bei Blankenborn weist auf Wildkatzen hin. |                          |
| 207    | Langentaler Hals | Orient.                            | ⊙. Südwestlich Dahn, zwischen Kaletschkopf und Kleinem Mückenkopf. Orientierungspunkt für Wanderer. |                          |
| 208    | Insel Suhl | Orient.                            | ⊙. Südwestlich Dahn, zwischen Kaletschkopf und Insel. Hinweis auf die dortige Suhle. |                          |
| 209    | Rodalb-Ursprung | Orient.                            | ⊙. Quelle der Rodalb bei Erlenbrunn (Pirmasens). Südwestlich vom Rodalberhof, am Hang im hinteren Talabschnitt. |                          |
| 210    | Ruine Storrwoogerhof – Forsthaus                                                                                           | Siedl., Waldw., Forst/Jagd         | ⊙. Südwestlich Salzwoog, im mittleren Storrbachtal, zwischen Aspen-Dell und Storreck. Ehemaliger Standort von Pottaschhütten (18. Jahrhundert), später Waldbauernhof, bis 1892 Forsthaus, danach abgerissen. |                          |
| 211    | Wolfsdeller Hals | Orient.                            | ⊙. Nordwestlich Dahn, zwischen Lehmberg und Mehrsberg. Orientierungspunkt für Wanderer an einer Siebenwegespinne. |                          |
| 212    | Am Sack | Orient.                            | ⊙. Westlich Dahn, zwischen Bichtenberg bei Dahn und Geißkopf. Orientierungspunkt für Wanderer. Sack bedeutet: Sackartige Talmulde. |                          |
| 213    | Drei Buchen | Orient.                            | ⊙. Nordwestlich Dahn, zwischen Bichtenberg und Lehmberg. Orientierungspunkt für Wanderer an einer Sechswegespinne. |                          |
| 214    | Queich-Ursprung | Orient.                            | ⊙. Südlich Hauenstein, zwischen Hohem Kopf und Mittelschachen. Quelle der Queich südlich von Hauenstein. |                          |
| 215    | Große Hasselskehl – Drei Buchen                                                                                            | Orient.                            | ⊙. Nordwestlich Dahn, zwischen Eselsbühl, Lehmberg und Großem Hellenberg. Orientierungspunkt für Wanderer. |                          |
| 216    | Dunkelskehl | Orient.                            | ⊙. Nordwestlich Dahn, zwischen Eselsbühl, Lehmberg und Großem Hellenberg. Orientierungspunkt für Wanderer. |                          |
| 217    | Hier stand der Schwanhof                                                                                                   | Siedl., Forst/Jagd                 | ⊙. Zwischen Hauenstein und Lug, am Parkplatz gegenüber dem Sportplatz. Ehemaliger Hof des Klosters Klingenmünster, 1908 abgerissen. |                          |
| 218    | Ruine Karolingisches Gehöft, 750–850, jetzt im Weiher                                                                      | Siedl.                             | ⊙. Im Stephanstal an der westlichen Böschung des Paddelweihers. Reste einer karolingischen Siedlung, die im Weiher versunken sind. |                          |
| 219    | Burghalder Fels | Orient., Siedl., Hist.             | ⊙. Auf einem Felsenriff südlich Hauenstein am Nordausläufer des Berges Benz. Ehemalige Abschnittsbefestigung auf dem Burghalder Fels bei Hauenstein. |                          |
| 220    | Backelstein – Fruehmittelalterliche Holzburg                                                                               | Orient., Siedl., Hist.             | ⊙. Südlich Hauenstein, auf einem Felsenriff am Westhang des Weimersberges. Geringe Reste einer frühmittelalterlichen Holzburg. |                          |
| 221    | Am Windhof | Orient.                            | ⊙. Am Parkplatz an der Trifelsstraße, zwischen Ruine Scharfenberg und Wetterberg. Wüstung eines Hofes. |                          |
| 222    | Ahlmühle | Orient.                            | ⊙. Zwischen der Ruine Scharfenberg und Föhrlenberg bei einem Parkplatz an der Trifelsstraße. Orientierungspunkt für Wanderer. |                          |
| 223    | Starkenbrunnen | Orient.                            | ⊙. Nördlich von Pirmasens-Ruhbank zwischen Großem Arius und Sengelsberg direkt am Waldhaus Starkenbrunnen. Mit Buntsandsteinen gefasste Quelle mit starker Schüttung. |                          |
| 224    | Alte Straße – Falkenburger Steige                                                                                          | Orient.                            | ⊙. Westlich von Wilgartswiesen am Waldrand zwischen Ruine Falkenburg und Am Esel. Beginn der Steigung einer Altstraße über den Hermersbergerhof zur alten Hochstraße nach Johanniskreuz. |                          |
| 225    | Spurrillen – Damm | Orient.                            | ⊙. Nordwestlich von Wilgartswiesen zwischen Kleinem Breitenberg und Großem Distel. Spurrille einer Altstraße im Felsboden. |                          |
| 226    | Alte Straße – Keltenzeit – Mittelalter – Spurrillen – Damm                                                                 | Orient.                            | ⊙. Nordwestlich von Wilgartswiesen zwischen Kleinem Breitenberg und Großem Distel. Hinweis auf eine Altstraße mit Spurrillen und Damm. |                          |
| 227    | Alte Straße – Keltenzeit – Mittelalter                                                                                     | Orient.                            | ⊙. Nordwestlich von Wilgartswiesen zwischen Staufelkopf, Am Steinweg und Steckeneck. Hinweis auf die Altstraße Hauenstein – Johanniskreuz. |                          |
| 228    | Holderquelle | Orient., Pers.                     | ⊙. Nördlich von Annweiler zwischen Kehrenkopf und Großem Adelberg. Benannt zu Ehren von Heinrich Holder, der zusammen mit Albert Grimmeisen am Wetterhorn in den Berner Alpen abstürzte. Siehe auch Ritterstein Nr. 47. |                          |
| 229    | Stahlbuehl – Ehem. Speyergau-Thingstaette                                                                                  | Orient.                            | ⊙. An der Südseite der Straße von Frankweiler nach Nußdorf. Versammlungsort und Gerichtsplatz des Speyergaues. |                          |
| 230    | Wieslauter-Ursprung | Orient.                            | ⊙. Nördlich von Hinterweidenthal, im hinteren Zieglertal, hinter dem Wieslauterhof. Quelle der Wieslauter bei Hinterweidenthal. |                          |
| 231    | An der Karlsmühle | Ind.                               | ⊙. An der Straße von Leimen nach Merzalben. Standort der ehemaligen Karlsmühle. 1869 abgerissen. |                          |
| 232    | Gambsklause | Waldw., Pers.                      | ⊙. Südöstlich von Leimen, alternativ Gambswoog genannt, ehemalige Klause zur Holztrift in der Nähe der Quelle des Floßbachs oder Wartenbachs (Zufluss der Wieslauter), benannt nach dem Forstrat Gambs. |                          |
| 233    | Fritz Claus Weg | Pers.                              | ⊙. Südlich von Leimen, im oberen Schamborner Tal. Zur Erinnerung an den Schriftsteller Fritz Claus (bürgerlich Johann Martin Jäger), südlich von Leimen. |                          |
| 234    | Drei Buchen | Orient.                            | ⊙. Orientierungspunkt für Wanderer, Hinweis zum Waldhaus des Pfälzerwald-Vereins. |                          |
| 235    | Huettenbrunnen | Orient.                            | ⊙. Im Edenkobener Tal, an der Schänzelstraße. Quelle, als Hinweis auf das Haus des Pfälzerwald-Vereins. |                          |
| 236    | Haingeraide – Loogfelsen                                                                                                   | Orient.                            | ⊙. Westlich von Edenkoben an der Straße zur Kropsburg. Grenzstein, auch Loogfelsen genannt mit gut erhaltenen Grenzzeichen. |                          |
| 237    | Innungsstein | Orient.                            | ⊙. Im Edenkobener Tal, an der Schänzelstraße, am Nordhang des Querenberges. Recht großer Stein mit Initialen und Zeichen der Zunftmeister und Amtsträger aus Edenkoben von 1770–1773. |                          |
| 238    | Lolosruhe – Fünf Steine | Orient.                            | ⊙. An der Schänzelstraße, im Sattel zwischen Morschenberg und Steigerkopf. Felsplatte, umgeben von fünf in die Platte eingelassenen Steinen. In der Mitte ein aufgestellter Stein mit Grenzzeichen. Lolos Ruhebank stand einige Meter weiter nördlich. |                          |
| 239    | Huettenhohl – Ruine Alte Huette                                                                                            | Orient.                            | ⊙. Nordwestlich von St. Martin an der Totenkopfstraße, zwischen Kalmit und Totenkopf. Altstraßenknotenpunkt, Standort einer Schutzhütte für Fuhrleute. Stein an der Passhöhe Hüttenhohl. |                          |
| 240    | Höhle – Bürgermeisterstein – Spätmittelalter – Hausmarken                                                                  | Orient.                            | ⊙. Am Südosthang des Zwergberges, unterhalb des Weges zum Hohe-Loog-Haus des Pfälzerwald-Vereins, Bezeichnung einer kleinen Höhle bei Hambach, in der im 17. Jahrhundert Hausmarken eingehauen worden sind. |                          |
| 241    | Bender-Platz – Friedrich Bender                                                                                            | Pers.                              | ⊙. Westlich von Edenkoben, zwischen Steigerkopf und Kesselberg. Grabstein von Friedrich Bender, Mitbegründer des Pfälzerwald-Vereins. |                          |
| 242    | Ruine Badisch Jagdhaus | Forst/Jagd                         | ⊙. Unterhalb der Straße von Johanniskreuz nach Leimen, zwischen Ramscheleck und Heltersberg. Hinweis auf ein ehemaliges Jagdhaus der Markgrafen von Baden. |                          |
| 243    | Wetzbrunnen | Orient.                            | ⊙. Westlich von St. Martin, an der Südseite der Straße zum Totenkopf. Brunnen mit Rillen oben am Brunnentrog, hier sollen Sicheln Äxte und Sensen gewetzt worden sein. |                          |
| 244    | Hunds-Straße – Grabhügelfeld                                                                                               | Orient.                            | ⊙. An der Südseite von Johanniskreuz nach Heltersberg, zwischen Hornbacher Eck und Steinhübel. Am Pass einer Altstraße, die bis in keltische Zeit zurückreicht. |                          |
| 245    | Schwarzbach-Ursprung | Orient.                            | ⊙ Quelle des Schwarzbachs südlich von Johanniskreuz Die Standortangaben in den Quellen stimmen nicht genau überein. |                          |
| 246    | Straßendamm – Römerzeit – Mittelalter – Strecke Speyer–Metz                                                                | Orient.                            | ⊙. Am Parkplatz gegenüber dem Totenkopfhaus des Pfälzerwald-Vereins. Der Stein steht vor dem noch gut erhaltenen Damm einer Römerstraße. |                          |
| 247    | Hellerplatz | Orient.                            | ⊙. Südwestlich von Neustadt vor der Hellerhütte des Pfälzerwald-Vereins. Orientierungspunkt für Wanderer. |                          |
| 248    | Speierheld | Orient.                            | ⊙. Westlich Neustadt-Hambach, am Wanderweg vom Nollensattel zum Hohe-Loog-Haus des Pfälzerwald-Vereins. Hinweis auf die Speierheld, eine Waldschneise, durch die sich die Grenze des Speyerer Haagwaldes steil zum Triftbrunnen zieht. |                          |
| 249    | Dr. Karl Bäßler Weg | Pers.                              | ⊙. Westlich Neustadt, hinter der Königsmühle, am Weg ins Kaltenbrunner Tal. Benannt zu Ehren von Dr. Karl Bäßler, langjähriger Vorsitzender der Pollichia. |                          |
| 250    | Dr. Karl Bäßler-Weg | Pers.                              | ⊙. Westlich Neustadt, im Kaltenbrunner Tal bei der Kaltenbrunner Hütte. Wie Ritterstein Nr. 249. |                          |
| 251    | Hecker-Brücke | Orient., Pers.                     | ⊙. Südöstlich Elmstein-Appenthal, zwischen Ehscheid und Mönchberg, jenseits des Speyerbachs und der Bahnlinie. Friedrich Hecker war badischer Freischarenführer 1848. Hier ging es um einen Brückenbau über den Speyerbach. Dafür gab es eine „Demo“ unter Führung eines Talbewohners, den man „Hecker“ nannte. |                          |
| 252    | Ringwall – Bergfestung – Hallstattzeit – Mittelalter – Gräberfelder                                                        | Orient., Hist.                     | ⊙. Westlich Neustadt, auf dem Kamm des Königsberges. Ringwall des 9. und 8. Jahrhunderts vor Christus am Königsberg westlich von Neustadt an der Weinstraße |                          |
| 253    | Kurfürstenstuhl | Orient.                            | ⊙. Nordwestlich Iggelbach, zwischen Klaffeneck, Bloskülb und Möllberg. Am Waldweg befindet sich ein Stein mit Krone und Hinweispfeil. Erdverbundener, gewölbter Felsen mit Vertiefungen wie ein Stuhl oder Thron. |                          |
| 254    | Speyerbach-Ursprung – Floßwoog mit Schleuse                                                                                | Orient., Viehw.                    | ⊙. In Speyerbrunn bei der Einmündung des Erlenbachs in den Speyerbrunner Woog, der die vermeintliche Quelle des Speyerbachs darstellt |                          |
| 255    | Breite Loog | Orient.                            | ⊙. Westlich Neustadt, zwischen Kaisergarten und Überzwerchberg. Historischer Grenzpunkt aus fränkischer Zeit |                          |
| 256    | Kaisergarten | Orient., Pers.                     | ⊙. Westlich Neustadt, zwischen Schauerberg und Überzwerchberg. Hier feierten die Lambrechter ein befohlenes Fest zur Feier der Geburt des Sohnes von Napoleon I., dem König von Rom. |                          |
| 257    | Heidenburg 9.–10. Jahrhundert                                                                                              | Orient., Hist.                     | ⊙ Ringwall Heidenburg westlich von Gimmeldingen. |                          |
| 258    | Alte Straße – Zollstation und Schanze 1794                                                                                 | Orient., Hist.                     | ⊙. Südlich Forsthaus Silbertal, im Sattel zwischen Vorderem Stoppelkopf und Hinterem Langenberg. Altstraßenknotenpunkt. Hier stand eine Zollstation zwischen Bistum Speyer und Kurpfalz und eine preußische Schanze aus der Zeit der Revolutionskriege (1793–1797). |                          |
| 259    | Ungertal | Orient.                            | ⊙. Nordöstlich Waldleiningen, zwischen Mitteleck und Schlüsseleck, an der Brückenmauer über den Leinbach. Im Tal befand sich ein Weideplatz zur Zeit der Waldweide; „Unger“ ist ein altes Wort für „Weide“. |                          |
| 260    | Heidenlöcher – Fliehburg 9.–10. Jhd.                                                                                       | Orient., Hist.                     | ⊙ Fliehburg Heidenlöcher nordwestlich von Deidesheim. |                          |
| 261    | An der Pottasch-Hütte | Ind.                               | ⊙. Südwestlich Bad Dürkheim, zwischen Drachenfels, Hohekopf und Steinkopf. Standort einer ehemaligen Pottaschhütte. Pottasche braucht man zur Herstellung von Glas. |                          |
| 262    | Wilhelm Merkel Hütte | Pers.                              | ⊙ Gedenkstelle an einen ehemaligen Vorsitzenden des PWV Kaiserslautern auf dem Kleinen Humberg, vor Jahren abgebrannt. |                          |
| 263    | Forstmeister Emil Haupt | Pers.                              | ⊙ Gedenkstelle an einen ehemaligen Forstmeister und Hauptvorstand des PWV im Leinbachtal, zwischen Sonneneck und Langeneck. |                          |
| 264    | Scheidhütte – Niliusburg                                                                                                   | Orient., Viehw.                    | ⊙. Südöstlich von Kaiserslautern, östlich vom Hungerbrunnental, zwischen Kleinem Specht und Großem Steinberg. Standort einer ehemaligen Wolfsjägerhütte, erbaut 1739 von Cornelius (Nilius) Brügel. Ab 1761 wohnte dort Peter Scheid, 1793 wurde die Hütte zerstört. |                          |
| 265    | Ruinen alte Glashütte und Forsthaus alte Glashütte                                                                         | Orient., Siedl., Forst/Jagd, Ind.  | ⊙. Östlich Weidenthal, zwischen Schafunter und Großem Pfaffenkopf im Glastal. Standort einer 1708 erbauten ehemaligen Glashütte, 1731 zerstört, später wurde auf den Trümmern ein Forsthaus erbaut, das 1875 abgerissen wurde. Seit 1951 steht dort eine Schutzhütte und eine Jagdhütte. |                          |
| 266    | Eichenkranz | Orient., Viehw.                    | ⊙. Südöstlich Kaiserslautern auf dem Spitzrain. Eigentlich Kranzeichen, weil hier mächtige alte Eichen im Kranz standen. |                          |
| 267    | Entersweiler-Mühle | Orient., Viehw.                    | ⊙. Südöstlich Kaiserslautern, nördlich der Bahnunterführung ins Hungerbrunnental. Vom 12-13. und später im 18. Jahrhundert Standort einer Mühle. Teile davon, als Ausflugsgaststätte genutzt, standen bis 1954. Bemerkenswert dort stehende schöne Winterlinden. |                          |
| 268    | Hexenstein | Orient.                            | ⊙. Zwischen Auf dem Röthel und Wachenheim. Der ursprüngliche Grabbekrönungsstein wurde in einen Hexenstein umgewandelt. |                          |
| 269    | Ebene Kehrdichannichts – Altstraße – Jagdgrenze – Ehem. Jagdschlößchen – jetzt Forsthaus                                   | Orient., Forst/Jagd                | ⊙. Südwestlich Bad Dürkheim, zwischen Dreispitz und Steinkopf. Hinweis auf das in der Nähe stehende ehemalige Schloss Kehrdichannichts. |                          |
| 270    | Ruine Jagdhaus Schaudichnichtum                                                                                            | Orient., Forst/Jagd                | ⊙. Südwestlich Bad Dürkheim, zwischen Becherskopf und Steinkopf. Hier stand das ehemalige Schloss Schaudichnichtum. |                          |
| 271    | Ruine Wachturm Murrmirnichtviel                                                                                            | Orient., Forst/Jagd                | ⊙. Südwestlich Bad Dürkheim, auf dem Südwestkamm des Dreispitz. Ruine des ehemaligen Wachtturms im Jagdgebiet der Grafen von Leiningen |                          |
| 272    | Hochspeyerbach-Ursprung im Bad                                                                                             | Orient.                            | ⊙. Südwestlich Hochspeyer, im Schwimmbad am Zaun. Der Hochspeyerbach entspringt in einem in ein Schwimmbad umgewandelten Weiher. |                          |
| 273    | Kelter | Orient.                            | ⊙. Westlich Wachenheim, am Schwabenbach, zwischen Ebersberg und Rindskehler Kopf. In die Oberfläche des erdverbundenen Felsblocks ist ein rechteckiges Tretbecken eingemeißelt, das als eine der ältesten Weinkeltern in der Pfalz anzusehen ist. Die eingetiefte Fläche auf der Oberseite wurde zum Keltern (auspressen/ausstampfen) von Weintrauben genutzt. |                          |
| 274    | Stüterhof Leiningisches Gestüt Hofruinen 15.–18. Jhdt.                                                                     | Siedl., Viehw.                     | ⊙. Westlich Bad Dürkheim, zwischen Stüterberg und Stüterkopf. Hinweis auf ein ehemaliges kleines Dorf, das aus einem leiningischen Gestüt hervorgegangen ist. Später stand dort auch ein Jagdhaus der Grafen von Leiningen. |                          |
| 275    | Ruine Frechtenthalerhof | Siedl.                             | ⊙. Östlich Hochspeyer an der Nordseite der B 37 im Hochspeyerbachtal. Reste sind noch vorhanden. Frecht bezeichnet eine Abgabe, die der Hofbeständer bezahlen musste. Der Hof bestand bis in die Mitte des 20. Jahrhunderts. |                          |
| 276    | Heenes Monopol | Orient., Pers.                     | ⊙. Nordöstlich Frankenstein, am Waldweg von der Steig zum Galgen. Zu Ehren des Forstwarts Karl Theodor Heene, ab 1838 Förster im Forsthaus Isenach, der hier einen Durchstich des Bergrückens zur Erleichterung der Holzabfuhr durchgeführt hat. |                          |
| 277    | Isenach-Ursprung | Orient.                            | ⊙. Quelle der Isenach nordöstlich von Frankenstein. In einem kleinen Seitental des hinteren Isenachtals, westlich der Felsenköpfe. Die Isenach entspringt in einer kleinen Waldmulde. |                          |
| 278    | Obere Isenach – Ruine Wolfenhütte                                                                                          | Siedl.                             | ⊙. Westlich vom Isenachweiher, zwischen Schützenfelderberg und Schnapphahnberg. Hier wohnten Holzmacher und Köhler, benannt nach einem Holzmacher Franz Wolf. |                          |
| 279    | Hier stand Forsthaus Mittlere Isenach – Matternshuette                                                                     | Siedl.                             | ⊙. Im mittleren Isenachtal hinter dem Isenachweiher, zwischen Klausenberg und Schnapphahnberg. Hier stand seit 1822 ein Forsthaus, das 1871 abgerissen wurde. Davor stand hier nur eine Hütte, die von einem Heinz Mattern bewohnt war. |                          |
| 280    | Heidenmauer – Hallstatt-/Latènezeit                                                                                        | Orient., Hist.                     | ⊙. Westlich von Bad Dürkheim, auf dem südlichen Ausläufer des Teufelssteins. Standort eines Ringwalls von dem noch etliche Reste vorhanden sind. |                          |
| 281    | Leiningische Hofruine | Siedl.                             | ⊙. Nordwestlich Bad Dürkheim Bad Dürkheim, westlich Forsthaus Weilach . Hof der Leininger Grafen, 1381 erstmals erwähnt. 1790 von Räubern angezündet, seither Ruine. |                          |
| 282    | Rote Hohl – Altstraße – Kreuzsteig                                                                                         | Orient.                            | ⊙. Nordwestlich Bad Dürkheim, an der Straße von Leistadt nach Höningen. Kreuzungspunkt zweier Altstraßen. |                          |
| 283    | Ruinen Langenthaler Hof | Siedl.                             | ⊙. Südöstlich Alsenborn, im Tal zwischen Salzleckerberg, Heidenberg und Steinkopf. Der Hof gehörte zur Gemeinde Wattenheim, 1853 abgerissen. Mauerreste noch vorhanden. |                          |
| 284    | Julius Schmitt, dem Verfasser des Wonnegau gewidmet                                                                        | Pers.                              | ⊙. Südöstlich Höningen, am Pfad zum Rahnfels. Gedenkstelle an einen ehemaligen Vorsitzenden des PWV Frankenthal, der ein Buch zum Leiningerland („Der Wonnegau der Pfalz“) veröffentlicht hat. |                          |
| 285    | Alsenz-Ursprung | Orient.                            | ⊙. Quelle der Alsenz direkt am Schwimmbad in Alsenborn. |                          |
| 286    | Eckbach-Ursprung | Orient.                            | ⊙. Westlich Hertlingshausen. Quelle des Eckbachs. |                          |
| 287    | Eis-Ursprung | Orient.                            | ⊙. Südwestlich Ramsen, südlich des Eiswoogs. Quelle des Eisbachs bei Ramsen. |                          |
| 288    | Hier stand das Dorf Zwingweiler – Zwingerstein – Waldgericht                                                               | Siedl.                             | ⊙. Nordöstlich Höningen. Standort des untergegangenen Dorfes Zwingweiler beim ehemaligen Kloster Höningen. |                          |
| 289    | Hier befand sich das Landgericht auf dem Stampe – Gerichtsstätte der Grafen von Leiningen – später Rügegericht Neun Stühle | Orient.                            | ⊙. Südöstlich Neuhemsbach, zwischen Schelmenkopf und Steinkopf. Ehemalige Gerichtsstätte im Stumpfwald Nähe Neuhemsbach, jedoch auf Gemarkung Enkenbach-Alsenborn. |                          |
| 290    | Pfrimm-Ursprung 1927 | Orient.                            | ⊙. Im Tal südlich des Pfrimmerhofs. Quelle der Pfrimm bei Sippersfeld. |                          |
| 291    | Ehemaliger Grafenthaler Hof                                                                                                | Siedl.                             | ⊙. Nordwestlich von Otterberg, im Grafenthal zwischen Knieberg, Andreasberg und Bruchberg. Erbaut 1712, später Forsthaus 1977 abgerissen, heute Park- und Grillplatz. |                          |
| 292    | Burg und Dorf Rothenberg 11.–14. Jh.                                                                                       | Siedl.                             | ⊙. Südlich der Siedlung Auf der Füllenweide. Hier sollen Burg und/oder Dorf Rotenberg/Rothenburg gestanden haben. |                          |
| 293    | Hohfels Urgeschichtliche Wohnhöhle 300 m                                                                                   | Siedl.                             | ⊙. 1 km westlich von Asselheim, zwischen Hochberg, Langental und Höllenberg. Hinweis auf die in der Nähe liegende Höhle. |                          |
| 294    | Lauterspring Grund | Orient.                            | ⊙. Südöstlich Kaiserslautern im Hungerbrunnental an der Straße von Kaiserslautern nach Waldleiningen. Hinweis auf die in der Nähe entspringende Lauter bei Kaiserslautern. |                          |
| 295    | Hasenbuehl – Zweikoenigsschlacht – am 2. Juli 1298                                                                         | Hist.                              | ⊙. In der Gutenbergstraße in Göllheim, vor den Verbandsgemeindewerken. Hinweis auf die Schlacht von König Adolf von Nassau gegen den Gegenkönig Albrecht von Österreich. |                          |
| 296    | Atlasfelsen – Loogfelsen – Mittelalter – 200 m                                                                             | Orient.                            | ⊙. Südlich vom Leinbachtal auf dem Kammweg des Berges Hohe Loog. Sieben Meter hoher Fels, Naturdenkmal, diente als Grenzstein (Kulturdenkmal). |                          |
| 297    | Loogfels – Waechterstein mit Handgemal 12. Jh. 300 m                                                                       | Orient.                            | ⊙. Am Waldhang nördlich des Cramerpfades vom Trifels zur Madenburg, am Ende der steil nach oben führenden Grenzschneise auf einer Felsplatte. Hinweis auf die Ritzzeichnung, die als Grenzmal diente. Hinweis auf den Wächterstein, mit irreführender Richtungsweisung. |                          |
| 298    | Am alten Glastalerhof | Siedl.                             | ⊙. Östlich Pirmasens, im Glastal, zwischen Glasberg und Kleinem Arius. Hinweis auf den ehemaligen Hof bei Pirmasens, der von 1765 bis 1877 bestand. |                          |
| 299    | Rödelstein-Pfad erb. v. Pfälz. Wald-Verein 1927                                                                            | Orient.                            | ⊙. Nördlich Vorderweidenthal am Pfad hoch zum Felsen. Orientierungspunkt im Klettergebiet am Rödelstein bei Vorderweidenthal. |                          |
| 300    | Karlsplatz – Gleiszellen-Gleishorbach 10 Jahre PWV 1992                                                                    | Orient.                            | ⊙. Westlich Gleiszellen, zwischen Abtskopf, Hoher Tanne, Röhlberg und Spitzenberg. Orientierungspunkt. |                          |
| 301    | Hohe Derst 561 M ü N N | Orient., Forst/Jagd                | ⊙. Auf dem Gipfel der Hohen Derst am Ende der Fahrstraße. Höchste Erhebung des südöstlichen Pfälzerwaldes, 1945 im Zweiten Weltkrieg hart umkämpft. |                          |
| 302    | Anno 1793 Schlacht am Mäuerle                                                                                              | Hist.                              | ⊙. Nördlich Nothweiler, zwischen Beißenberg und Mäuerle, am Wirtschaftsweg von Bundenthal nach Nothweiler. Kriegsschauplatz aus der Zeit der Revolutionskriege (1793–1797). |                          |
| 303    | Suppenschüssel | Orient.                            | ⊙. Südlich der Totenkopfstraße, im Sattel zwischen Rothsohlberg und Schafkopf. Sandsteinplatte mit Vertiefung, in der sich Regenwasser sammelt. |                          |
| 304    | Gewidmet dem Wald- und Wanderfreund Herrn Josef Fichtner Forstmeister in Elmstein 1936–1956                                | Pers.                              | ⊙. Nordwestlich Elmstein an der Wegspinne zwischen Hohem Oselkopf und Niederem Oselkopf. Gedenkstelle an einen ehemaligen Vorsitzenden des PWV Elmstein. |                          |
| 305    | Lellebebbel-Pädel | Pers.                              | ⊙. Südlich Lambertskreuz, zwischen Flurberg, Steinberg und Hinterem Stoppelkopf. Orientierungspunkt am gleichnamigen Pfad zum Lambertskreuz. |                          |
| 306    | Ruine Langkehler Sägemühle 1769–1894                                                                                       | Waldw., Ind.                       | ⊙. Östlich Langmühle, am Eingang zur Langkehl, am Waldweg nach Salzwoog. Hinweis auf eine ehemalige Mühle. |                          |
| 307    | PWV-Hain | Orient.                            | ⊙. Östlich des Weilers Hermersbergerhof. Der erst 2022 im PWV-Hain gesetzte Stein soll an die Gründung des Vereins erinnern. |                          |

## Verschollene Rittersteine
| Name                 | Bedeutung    | Lage, Beschreibung                                                                                               | Vermutlicher Grund des Verschwindens | Foto |
| -------------------- | ------------ | --- | ------------------------------------ | ---- |
| Flößholzhof          | Waldw., Ind. | Bei Bobenthal, wo Holz zur Trift auf der Wieslauter gesammelt wurde                                              |                                      | -    |
| Melkerplätzel        | Viehw.       | Im Storrbachtal                                                                                                  | Westwallbau                          | -    |
| Eichertshals         | Orient.      | Östlich des Forsthauses Hohe List                                                                                | Westwallbau                          | -    |
| Teufelstisch         | Orient.      | Bei Kaltenbach                                                                                                   |                                      | -    |
| Oberer Hammer        | Ind.         | Bei Trippstadt                                                                                                   | Straßenbau                           | -    |
| Ruine Jagdschloss    | Orient.      | Waldleiningen |                                      | -    |
| Ruine Neu-Falkenburg | Orient.      | Wilgartswiesen, westlich an der Einmündung K 56/Tiergartenstraße; neuer Ritterstein (45) westlich der Einmündung | Gestaltung Rathausplatz 2003         |      |
| Nußknick             | Orient.      | Westlich des Forsthauses Schorlenberg                                                                            | Straßenbau                           | -    |
| Zollsträßchen        | Hist.        | Verbindung von St. Germanshof nach Schweigen                                                                     |                                      | -    |

## Vergessene Rittersteine
| Name        | Bedeutung | Lage, Beschreibung                     | Foto |
| ----------- | --------- | -------------------------------------- | ---- |
| Gerbersdell | -         | Tal des Glasbach im Diemersteiner Wald |      |